# The Hits: Chapter One
«Greatest Hits — Chapter One» — збірник, що складається з найкращих хітів групи Backstreet Boys і однієї нової пісні «Drowning». Альбом вийшов за наполяганням менеджменту. Виданий 30 жовтня 2001 року на лейблах Jive, Transistor, Gotham. «Greatest Hits — Chapter One» продали у кількості 7 мільйонів екземплярів в усьому світі.

## Список пісень
1. «I Want It That Way»
2. «Everybody (Backstreet's Back)»
3. «As Long As You Love Me»
4. «Show Me The Meaning Of Being Lonley»
5. «Quit Playin' Games (With My Heart)»
6. «We've Got It Goin On»
7. «All I Have To Give»
8. «Larger Than Life»
9. «I'll Never Break Your Heart»
10. «The Call»
11. «Shape Of My Heart»
12. «Get Down (You're The One For Me)»
13. «Anywhere For You»
14. «More Than That»
15. «Drowning»